# 松澤潤
松澤 潤（まつざわ じゅん、1968年 - ）はテレビ東京ホールディングス・テレビ東京執行役員、総務人事局長。

## 略歴
- 明治学院高等学校、明治学院大学文学部仏文科卒。卒業後、1991年[1]にテレビ東京に入社し以後制作局CP制作チームのディレクター、プロデューサーを担当し、2017年6月27日から制作番組部長、2019年6月25日から制作局次長、2022年4月1日より制作局長、2023年4月1日より現職。制作局長の後任は伊藤隆行。2024年6月20日執行役員に就任。

## 過去の担当番組
- 愛ラブSMAP![1][2]
- ギルガメッシュNIGHT[1][2]
- 徳光和夫の情報スピリッツ[1]
- 愛LOVEジュニア[2]
- BEAT BANG
- MUSIX![2]
- 徳光&コロッケの名曲の時間です
- モーニング娘。LOVEオーディション21
- 裏ジャニ
- 突撃!イドバタ7
- 三宅式こくごドリル
- イツザイ
- 仲間由紀恵の蒼い地球
- たけしのニッポンのミカタ!
- 数字は嘘をつかない!
- Hi!Hey!Say!
- 週末YY JUMPing
- ヤンヤンJUMP
- ありえへん∞世界[2]
- 太一×ケンタロウ 男子ごはん→男子ごはん[1][2]
- 日曜ビッグバラエティ[2]
- ABChanZOO[1][2]
- 魔法★男子チェリーズ（チーフプロデューサー）[1]
- そろそろ にちようチャップリン（チーフ・プロデューサー）
- AI・DOLプロジェクト（チーフプロデューサー）
- ナゼそこ?（チーフプロデューサー）
- 世界!ニッポン行きたい人応援団（チーフプロデューサー）
- 超かわいい映像連発!どうぶつピース!!（チーフプロデューサー）
- 緊急SOS!池の水ぜんぶ抜く大作戦（チーフプロデューサー）